# 索斯達爾冰川
68°41′S 78°15′E / 68.683°S 78.250°E

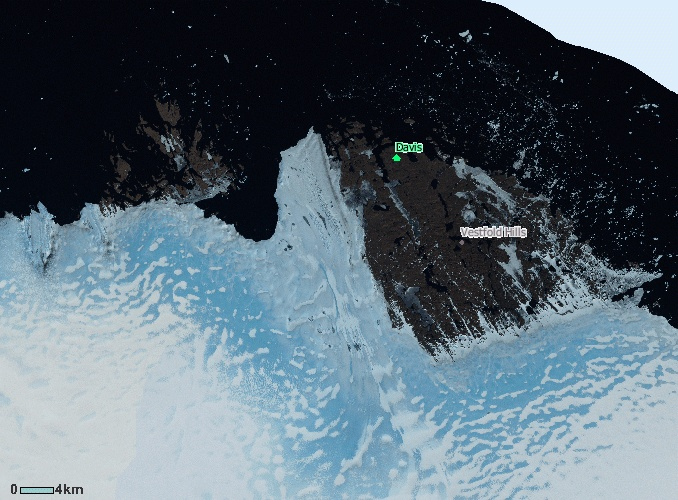
索斯達爾冰川衛星圖

索斯達爾冰川是南極洲的冰川，位於東部南極洲的伊麗莎白公主地，全長28公里，最終注入普里茲灣，該冰川在1935年2月由挪威探險隊發現。